# Susanne Zettl
Susanne (Susi) Zettl (8 juni 1981) is een Duitse triatleet en langeafstandsloopster. 
In 2005 werd ze op haar triatlondebuut op de lange afstand bij de Quelle Challenge Roth derde. Ze won ook de Gore-Tex Trans-Alpine-Run, een eenweekse etappeloop dwars door de Alpen. Met Matthias Dippacher won ze de Mallorca-Marathon in de categorie gemixt.
In 2006 werd Zettl tweede op de marathon van Antalya en tiende op de Quelle Challenge Roth in 9 uur en 49 minuten, waarmee ze een derde plaats behaalde op de Duitse kampioenschappen. Op de marathon van München werd ze achttiende in 2:58.53. 
Haar grootste succes tot op heden is een 37e plaats (tweede plaats leeftijdsklasse 25-29 jaar) op de Ironman Hawaï in 2007 met een tijd van 10 uur 15 minuten en 56 seconden. Ze kwalificeerde zich voor deze wedstrijd met een zevende plaats op de Ironman 70.3 Wiesbaden. 
Zettl doet sinds 1999 triatlons. Ze is aangesloten bij SSV-Forchheim, waarbij ze in 2007 regionaal kampioene werd. 

## Palmares

### triatlon
- 2005: 6e Challenge Roth - 10:02.31
- 2006: 10e Challenge Roth - 9:49.13
- 2007: 7e Ironman 70.3 Wiesbaden - 5:00.58
- 2007: 37e Ironman Hawaï - 10:15.56

### atletiek
- 2006: 18e marathon van München - 2:58.53
- 2006:  marathon van Antalya - 3:12.19